# 21633 Hsingpenyuan
A 21633 Hsingpenyuan (ideiglenes jelöléssel 1999 NW11) a Naprendszer kisbolygóövében található aszteroida. A LINEAR projekt keretében fedezték fel 1999. július 13-án.